# Elke Pistor

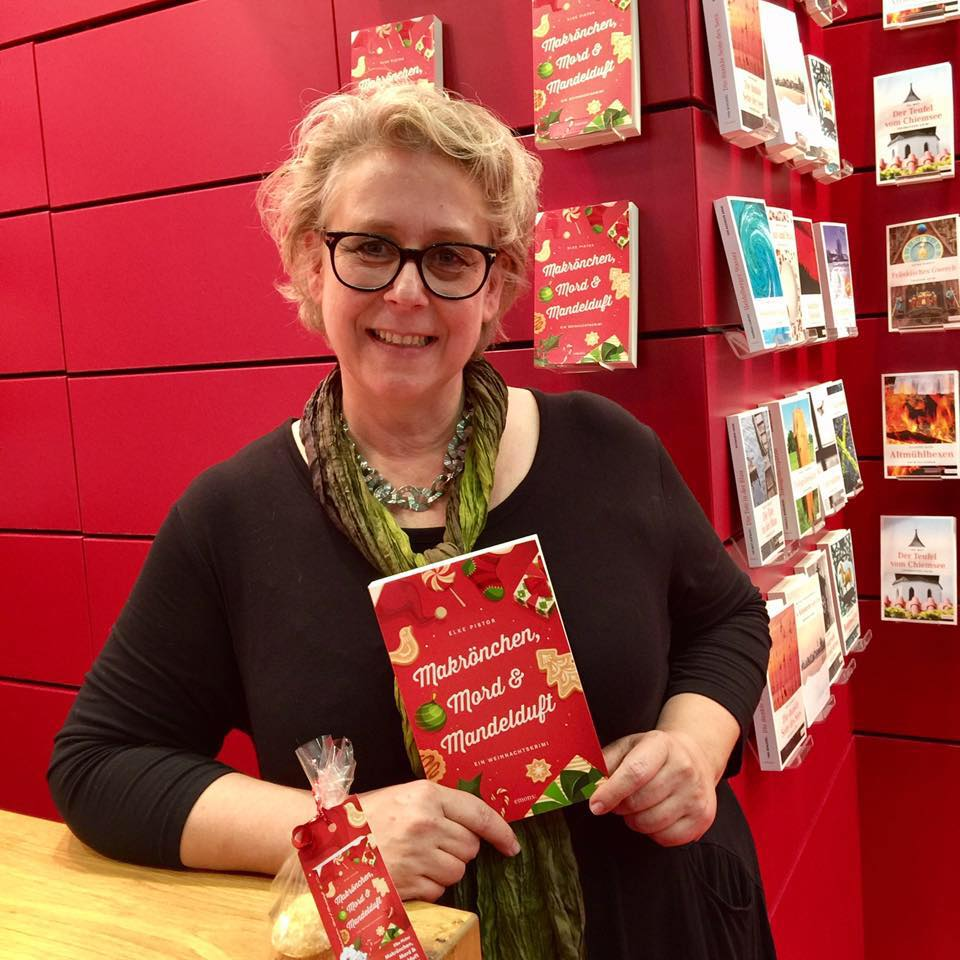
Elke Pistor auf der Frankfurter Buchmesse 2017

Elke Pistor (* 1967 in Simmerath) ist eine deutsche Schriftstellerin.

## Leben
Pistor wuchs in Gemünd, einem Ortsteil von Schleiden im Kreis Euskirchen auf und studierte Pädagogik in Köln, wo sie heute wohnt, als Autorin und Publizistin tätig ist und Schreibseminare anbietet. Seit 2009 schreibt sie Kurzgeschichten und Kriminalromane. Für den Jacques-Berndorf-Preis, einen Eifelkrimi-Förderpreis, war sie 2012 und 2014 Jurymitglied. 2012 war sie außerdem Jurymitglied für den Friedrich-Glauser-Preis 2013 in der Kategorie Debütroman.
Elke Pistor war ab 2014 zeitweise Sprecherin des Syndikats, der Vereinigung deutschsprachiger Kriminalschriftsteller, und Mitglied bei den Mörderischen Schwestern.

## Auszeichnungen
- 2015 Nominierung zum Friedrich-Glauser-Preis in der Sparte Kurzkrimi – Ziegengeschwister
- 2014 Krimistipendium der Insel Juist Töwerland Stipendium
- 2011 Nominierung für den NordMordAward – Der Westerhever

## Werke

### Ina-Weinz-Serie
- Gemünder Blut. Emons-Verlag, Köln 2010, ISBN 978-3-89705-739-5.
- Luftkurmord. Emons-Verlag, Köln 2011, ISBN 978-3-89705-883-5.
- Eifler Zorn. Emons-Verlag, Köln 2012, ISBN 978-3-95451-013-9
- Eifler Neid. Emons-Verlag, Köln 2014, ISBN 978-3-95451-293-5.

### Weitere Kriminalromane
- Mord in Kürze. Testudoverlag Schutterwald 2010, ISBN 978-3-942024-09-9.
- Das Portal. Emons-Verlag, Köln 2011, ISBN 978-3-89705-834-7.
- Kraut und Rübchen. Landkrimi. Emons-Verlag, Köln 2013, ISBN 978-3-95451-179-2.
- Vergessen. Ullstein, Berlin 2014, ISBN 978-3-548-28610-5.
- Treuetat. Ullstein, Berlin 2015, ISBN 978-3-548-28611-2.
- Makrönchen, Mord und Mandelduft. Emons-Verlag, Köln 2017, ISBN 978-3-7408-0203-5.
- Lasst uns tot und munter sein. Emons-Verlag, Köln 2019, ISBN 978-3-7408-0671-2.
- Kling und Glöckchen. Emons-Verlag, Köln 2021, ISBN 978-3-7408-1249-2.
- Tide, Tod und Tüdelkram. Emons-Verlag, Köln 2022, ISBN 978-3-7408-0806-8.
- Ein Weihnachtsmann für alle Fälle. Emons-Verlag, Köln 2023, ISBN 978-3-7408-1675-9.

### Heiteres Katzenlexikon
- 111 Katzen, die man kennen muss. Emons-Verlag, Köln 2016, ISBN 978-3-95451-830-2.

### Anthologie
- Tod&Tofu. KBV Verlag, Hillesheim 2014, ISBN 978-3-95441-184-9.

## Beiträge in Anthologien
- Der Messdiener in Die gruseligsten Orte in Köln, Hrsg. Lutz Kreutzer. Gmeiner 2019
- Die Schneekönigin in Schneefrei, Hrsg. Karoline Adler. DTV 2015
- Herr Müller fährt in die Eifel in Tatort Eifel 5, Hrsg. Ralf Kramp. KBV 2015
- Sybille in Törtchen Mördchen, Hrsg. Ralf Kramp. KBV 2015
- Hering für eine Leiche in Flossen hoch 3.0, Hrsg. Sandra Lüpkes und Peter Gerdes. Leda 2015
- Ludwig in Tatort Oberbayern, Hrsg. Angela Eßer. Ars Vivendi 2015
- Currywurst in Auf der Alm, da gibt’s an Mord, Hrsg. Arnold Küsters. KBV 2015
- Das kulinarische Potential meiner Campingkollegen in chillen, killen, campen. Hrsg. Regine Kölpin, KBV 2015
- Joshua in Mords-Bescherung 2, Hrsg. Erich Weidinger und Jeff Maxian. Emons 2014
- Ziegengeschwister in Ebbe, Flut und Todeszeiten, Hrsg. Sandra Lüpkes und Christiane Franke. KBV 2014
- Tassimo Royale in Mit Schirm, Charme und Pistole, Hrsg. Eva Lirot und Hughes Schlueter. KBV 2014
- Hildegards Schatten in Auf leisen Pfoten kommt der Tod, Hrsg. Tessa Korber. Ars Vivendi 2013
- 50 Shades of Kelberg in Tatort Eifel 4, Hrsg. Ralf Kramp. KBV 2013
- Spargel? Spargel! in Mord zwischen Kraut und Rüben, Hrsg. Ina Coelen. Leoprello 2013
- Rüdigers großer Coup in Sonne, Mord und Ferne, Hrsg. Regina Schleheck. Edition Via Terra 2013
- Waschen, föhnen, umlegen, Hrsg. Ina Coelen. Leoprello 2012
- Kaffee mit Schuss, gemeinsam mit Rudolf Jagusch in und für Euregio. Euregio 2011
- Sein Bestes in Tatort Eifel 3, Hrsg. Ralf Kramp. KBV 2011
- Der Westerhever in Nord Mord West. Deich-Verlag 2011
- Läuse in Mordsmütter, Hrsg. Regina Schleheck. Edition Via Terra 2011
- Kinderlieb in Mördchen fürs Örtchen, Hrsg. Petra Busch. KBV 2011
- Tatoo in Das Stöhnen im Gebälk. Balthasar-Verlag 2010
- Für den Wind und die Vögel in Mortus in Colonia, Hrsg. Jan-Eike Hornauer. Wellhöfer-Verlag 2009
- Zartbitter mit Rosinen in Schokoladiges. Balthasar-Verlag 2009